# Burgstall Altenburg (Bachhaupt)
Der Burgstall Altenburg, treffender als Wallanlage Altenburg zu bezeichnen, liegt im Ortsteil Bachhaupt des oberpfälzer Marktes Breitenbrunn (Oberpfalz) im Landkreis Neumarkt in der Oberpfalz. Die Höhenburganlage ist durch das Bayerische Landesamt für Denkmalpflege als Bodendenkmal D-3-6935-0093 mit der Beschreibung „mittelalterlicher Burgstall "Altenburg", Abschnittsbefestigung vor- und frühgeschichtlicher Zeitstellung, mesolithische Freilandstation, Siedlungen der Chamer Kultur und der Latènezeit“ ausgewiesen.

## Beschreibung
In Breitenbrunn mündet ein kleiner Bach in die Wissinger Laber ein. Auf der Höhenzunge zwischen diesem Bachtal und einem nordnordwestlich gelegenen Trockental liegt eine umfangreiche Wallanlage (Abschnittswall). Die Bergzunge wird von einem 110 m langen Querwall mit einem vorgelagerten Spitzgraben abgeschnitten. Der Wall ist 8 m breit und gegen den Innenraum 1,3 m und gegen die Grabensohle 2,5 m hoch. Auf der steileren Seite biegt der Wall gegen die Steilhangkante ca. 25 m ein und lässt gegen die Steilhangkante einen schmalen Streifen frei. Auf der anderen Seite biegt der Wall ebenfalls ein und folgt dabei der Hangkante; zuerst ist dieser Wallabschnitt 1 m hoch, verliert sich dann aber in der Mitte der Längsseite. Die Spitze der Bergzunge ist noch durch eine scharfe Kante gegen den Hang abgesetzt.
Richtung Nordnordwest schließt sich eine weitere Wallanlage in Form eines rechteckigen Waldstückes an, die als Vorburg anzusprechen ist. Diese Anlage scheint nicht gleichzeitig mit der zuvor genannten Wallanlage entstanden zu sein. An der steileren Ostseite ist dieser Wall etwa 12 m eingerückt. Er lässt in seiner ganzen Länge eine Berme frei, auf der heute ein Waldweg verläuft. An der Nordost-Ecke wird aufgrund einer Erhöhung und Erweiterung des Querwalls der Standort eines ehemaligen Turmes vermutet. Die Länge der Randwälle beträgt 100 m, die des Querwalls 125 m. Die Höhe des Walls nach innen macht 0,5 m aus, nach außen gegen die Berme 2,5 m; die Breite des Walls beträgt 8 m. Toranlagen sind nicht zu erkennen. Die Anlage ist durch rezente Wegdurchbrüche gestört.

## Geschichte
Die Anlage wird als mesolithische Freilandstation angesprochen, auch als Siedlung der Chamer Kultur und der Latènezeit. Im Norden außerhalb der Wallanlage bei Kemnathen fanden sich Silexabschläge, vorgeschichtliche Scherben und ein als Schlagstein  benutzter Quarzkiesel, die jetzt im Historischen Museum von Regensburg aufbewahrt werden.